# Eaton (Colorado)
Pour les articles homonymes, voir Eaton.
Eaton est une ville de l'État du Colorado, dans le comté de Weld, aux États-Unis. Selon le recensement de 2000, elle compte 2 690 habitants.

## Histoire
La ville doit son nom à Benjamin Harrison Eaton (en), un pionnier dans le domaine de l'irrigation. Celui-ci joua, dans la deuxième moitié du XIXe siècle, un rôle de premier plan dans la transformation de la Prairie aride des Grandes Plaines, à l'Est du Front Range, en une prospère région agricole dont l'eau était amenée depuis les Montagnes Rocheuses voisines. Benjamin Eaton fut par la suite gouverneur du Colorado de 1885 à 1887.

## Géographie
Eaton est située dans le Nord du Colorado (40° 31′ 46″ N, 104° 42′ 47″ O) sur la ligne de chemin de fer de l'Union Pacific Denver-Cheyenne et sur la Route 85. Elle se trouve à un peu plus de 11 km de Greeley. Selon le Bureau du recensement des États-Unis, la ville a une superficie de 5,0 km².

## Démographie
| Année | Pop.  | Évol. en % |
| 1900  | 384   |            |
| 1910  | 1 157 | 201,3 %    |
| 1920  | 1 289 | 11,4 %     |
| 1930  | 1 221 | -5,3 %     |
| 1940  | 1 322 | 8,3 %      |
| 1950  | 1 276 | -3,5 %     |
| 1960  | 1 267 | -0,7 %     |
| 1970  | 1 389 | 9,6 %      |
| 1980  | 1 932 | 39,1 %     |
| 1990  | 1 959 | 1,4 %      |
| 2000  | 2 690 | 37,3 %     |

Selon le recensement de 2000, on comptait 2 690 habitants, 1 033 ménages et 765 familles à Eaton. La densité de la population était de 540,9 habitants par km². Il y avait 1 067 logements soit 214,6 par km². La composition ethnique de la ville était de 91,12 % de blancs, 0,78 % d'asiatiques, 0,52 % de Nord-Amérindiens, 0,04 % d'Afro-Américains, 5,76 % d'autres races, et 1,78 % de deux races ou plus. Les latino-américains représentait 12,64 % de la population. 
Sur les 1 033 ménages de la ville, 36,7 % comprenaient des enfants en dessous de 18 ans, 62,0 % étaient des couples mariés, 9,1 % étaient des familles monoparentales, 25,9 % étaient des personnes vivant ensemble mais non mariées. 23,0 % des ménages étaient composées de célibataires et 13,6 % d'une personne vivant seule et qui était âgée de 65 ans ou plus. La taille moyenne des ménages était de 2,60 personnes alors que celle des familles était 3,07 personnes. 
La population de la ville était composée à hauteur de 28,6 % d'individus de moins de 18 ans, de 7,0 % de personnes âgées de 18 à 24 ans, de 26,6 % âgés de 25 à 44 ans, de 25,0 % situés entre 45 et 64 ans, et de 12,8 % de personnes âgées d'au moins 65 ans. L'âge médian était de 38 ans (35,3 ans pour l'ensemble des États-Unis) et pour 100 femmes de 18 ans et plus, on comptait 86,2 hommes.
Le revenu médian pour un foyer monoparental dans la ville était de 47 314 $ alors que le revenu médian pour un foyer était de 55 144 $ (contre 42 100$ pour l'ensemble des États-Unis). Les hommes percevaient un revenu médian de 38 839 $, contre 27 292 $ pour les femmes. Le revenu par habitant pour la ville était de 20 816 $. 5,3 % de la population et 3,4 % des familles vivaient en dessous du seuil de pauvreté, dont 5,6 % de personnes de moins de 18 ans et 10,1 % de 65 ans et plus.
| 1900 | 1910  | 1920  | 1930  | 1940  | 1950  |
| ---- | ----- | ----- | ----- | ----- | ----- |
| 384  | 1 157 | 1 289 | 1 221 | 1 322 | 1 276 |

| 1960  | 1970  | 1980  | 1990  | 2000  | 2010  |
| ----- | ----- | ----- | ----- | ----- | ----- |
| 1 267 | 1 389 | 1 932 | 1 959 | 2 690 | 4 365 |

## Administration
Eaton est une Statutory Town c'est-à-dire que selon la loi en vigueur au Colorado, elle est administrée par un maire élu et un conseil municipal (Board of Trustees) composé du maire et de six autres membres élus. Elle dispose aussi d'un gérant municipal (Town Manager). Le maire actuel de Eaton est Keith McIntyre. 

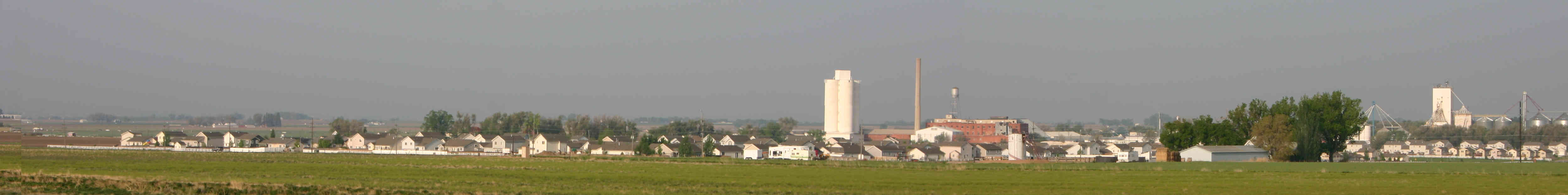
Vue panoramique de Eaton